# ويليام إف. كلاكستون
ويليام إف. كلاكستون (بالإنجليزية: William F. Claxton)‏ هو مونتير ومنتج أفلام وكاتب سيناريو ومنتج تلفزيوني ومخرج أمريكي، ولد في 22 أكتوبر 1914 في لوس أنجلوس في الولايات المتحدة، وتوفي في 11 فبراير 1996 في سانتا مونيكا في الولايات المتحدة.

## وصلات خارجية
- ويليام إف. كلاكستون على موقع IMDb (الإنجليزية)
- ويليام إف. كلاكستون على موقع قاعدة بيانات الفيلم (الإنجليزية)